# International Labour Organization
International Labour Organisation (ILO) er den internationale arbejdsorganisation, underlagt FN. ILO blev grundlagt i 1919 som en del af Versaillestraktaten efter første verdenskrig og var underlagt Folkeforbundet. Efter nedlæggelsen af forbundet i 1946 overgik organisationen til FN. Formålet med ILO var at danne en organisation, der forsvarede arbejderes rettigheder på arbejdsmarkedet.
Med ”Declaration of Philadelphia” i 1944 blev organisationens mål udvidet til også at indeholde socialpolitik og generelle menneskerettigheder frem for blot at koncentrere sig om uretfærdig behandling som ansat.
ILO modtog i 1969 Nobels fredspris for arbejdet vedrørende fremme af arbejdstagerrettigheder, fred på tværs af de sociale klasser og støtte af ulande. 
I 1998 blev ILO's Erklæring om Grundlæggende Arbejdstagerrettigheder vedtaget af regeringer, arbejdsgiver- og arbejdstagerorganisationer fra 177 lande. Arbejdstagerrettighederne i FN's Global Compact fra 1999 har udgangspunkt i ILO's Erklæring om Grundlæggende Arbejdstagerrettigheder.